# Gareth Evans (joueur néo-zélandais de rugby à XV)
Pour les articles homonymes, voir Evans et Gareth Evans.
Ne doit pas être confondu avec Gareth Evans (joueur gallois de rugby à XV).
Pas d'image ? Cliquez ici

a Compétitions nationales et continentales officielles uniquement.

b Matchs officiels uniquement.
Dernière mise à jour le 18 juillet 2023.
Gareth Evans, né le 5 août 1991 à Hastings (Nouvelle-Zélande), est un joueur de rugby à XV international néo-zélandais, évoluant aux postes de troisième ligne centre ou de troisième ligne aile.
Il est le frère cadet de Bryn Evans, lui aussi international néo-zélandais rugby à XV.

## Carrière

### En club
Gareth Evans est né à Hastings, dans la région de Hawke's Bay, d'une mère zimbabwéenne et d'un père néo-zélandais. Il grandit dans la ville voisine de Havelock North (en). Lors de sa scolarité, il joue avec l'équipe de rugby de son établissement, le lycée pour garçons de Napier. Il joue également avec les équipes jeunes de la province de Hawke's Bay, et avec le club amateur du Havelock North Rugby Club dans le championnat régional,.
Après le lycée, il déménage dans l'île du Sud afin de suivre des études en management environnemental à l'université d'Otago située à Dunedin. Il joue alors au rugby avec le club du Dunedin RFC dans le championnat amateur de la région d'Otago,.
En 2011, il est retenu dans l'effectif de la province de Otago en NPC (championnat des provinces néo-zélandaises),. Il dispute trois saisons avec cette équipe, et s'impose comme un titulaire régulier,. En 2012 et 2013, il joue également avec l'équipe Development (espoir) de la franchise des Highlanders.
En octobre 2013, il est retenu dans l'effectif des Highlanders pour disputer la saison 2014 de Super Rugby,. Il fait ses débuts le 22 février 2014 face aux Blues. Avec sa nouvelle équipe, il joue essentiellement au poste de troisième ligne aile, où il est la doublure d'Elliot Dixon.
Plus tard en 2014, il retourne jouer avec sa province d'origine de Hawke's Bay.
Lors de la saison 2015 de Super Rugby, il est remplaçant lors de la finale que son équipe remporte face aux Hurricanes. En 2017, il est titulaire lors de la victoire de sa franchise contre les Lions britanniques lors de leur tournée en Nouvelle-Zélande.
En 2018, après quatre saisons avec les Highlanders, il rejoint les Hurricanes pour un contrat de deux saisons,. Après une première saison convaincante, où il s'impose au poste de troisième ligne centre, il prolonge son contrat jusqu'en 2020.
Toujours en 2018, il effectue une pige d'une saison au Japon, avec le club des NTT Docomo Red Hurricanes évoluant en Top Challenge League (deuxième division).
En 2020, malgré des saisons gâchées par plusieurs blessures, il prolonge son contrat avec les Hurricanes pour une saison de plus. Lors de la saison 2021, il reste encore longtemps éloigné des terrains à cause d'une blessure à la cheville, mais parvient à jouer quelques matchs en fin de saison.
Après une dernière saison aux Hurricanes en 2021, il retourne jouer aux Highlanders pour la saison 2022, retrouvant son frère aîné Bryn. Au terme de la saison, il n'est pas conservé dans l'effectif de la franchise.

### En équipe nationale
Gareth Evans est sélectionné pour la première fois avec les All Blacks par Steve Hansen en novembre 2018 pour participer à la tournée d'automne au Japon,. Il connaît sa première cape le 3 novembre 2018, à l’occasion d’un match contre l'équipe du Japon à Tokyo.

## Palmarès

### En club
- Vainqueur du Super Rugby en 2015 avec les Highlanders.

## Statistiques
Au 18 juillet 2023, Gareth Evans compte 1 cape en équipe de Nouvelle-Zélande, dont aucune en tant que titulaire, depuis le 3 novembre 2018 contre l'équipe du Japon à Tokyo.